# Kanton Tourlaville
Kanton Tourlaville (francouzsky Canton de Tourlaville) je francouzský kanton v departementu Manche v regionu Normandie. Po reformě kantonů v roce 2014 je tvořen 4 obcemi, do té doby sestával z 5 obcí.

## Obce kantonu
- Bretteville
- Digosville
- Le Mesnil-au-Val
- Cherbourg-en-Cotentin (část) [p 2]